# Melolontha taihokuensis
Melolontha taihokuensis är en skalbaggsart som beskrevs av Niijima och Sôichirô Kinoshita 1923. Melolontha taihokuensis ingår i släktet Melolontha och familjen Melolonthidae. Inga underarter finns listade i Catalogue of Life.